# Cenangium
Cenangium is een geslacht van schimmels behorend tot de familie Cenangiaceae. De typesoort is Cenangium ferruginosum.

## Determinatie
Cenangium-soorten zijn over het algemeen kleine, zwartachtige paddenstoelen die onder de schors op takken tevoorschijn komen. Kenmerkend voor het geslacht is de leerachtige textuur van het apothecium en de korrelige, melige structuur van de buitenkant, die niet behaard is. Het bestaat uit ronde, bruinwandige cellen, waarvan sommige los liggen en daardoor een korrelige indruk wekken. De vruchtlichamen zijn aanvankelijk gesloten, later open met een ronde of samengedrukte lipvormige mond, komvormig, randen. 
De schimmel is dik, wasachtig, verschillend gekleurd en vormt asci met vier of acht sporen met tussenliggende paraphysen. De elliptische sporen zijn een- of tweecellig. Bij de secundaire vruchtvorm worden kleinere pycnidiën met één of meerdere kamers gevormd met zogenaamde stylosporen, die aan de punt meestal open zijn via een porie. Deze zijn lineair, aan beide zijden puntig, vaak meercellig; of worstvormig of recht.

## Ecologie
Cenangium-soorten leven doorgaans saprofytisch op dood hout van naald- en loofbomen en spelen een rol bij de afbraak van dood hout en zorgen er zo voor dat voedingsstoffen en mineralen terug in de bodem terechtkomen. Niettemin kunnen sommige soorten scheutverlies veroorzaken bij ernstig verzwakte bomen, zoals de Cenangium ferruginosum of Cenangium atropurpureum.

## Soorten
Volgens Index Fungorum telt het geslacht 45 soorten (peildatum december 2023):
| Soortnaam                                   | Auteur(s)                        | Publicatiejaar |
| ------------------------------------------- | -------------------------------- | -------------- |
| Cenangium abchaziae                         | Rehm                             | 1913           |
| Cenangium acicola (Dennennaaldsplijter)     | (Fuckel) Rehm                    | 1889           |
| Cenangium acuum                             | Cooke & Peck                     | 1878           |
| Cenangium androsaemi                        | (Feltgen) Höhn.                  | 1906           |
| Cenangium atrofuscum                        | S.H. Ou                          | 1936           |
| Cenangium berberidis                        | Rehm                             | 1912           |
| Cenangium blumeanum                         | Rehm                             | 1915           |
| Cenangium botryosum                         | Henn.                            | 1902           |
| Cenangium carpathicum                       | Velen.                           | 1934           |
| Cenangium catervatum                        | Kirschst.                        | 1941           |
| Cenangium cembricola                        | (Rehm) Rehm                      | 1912           |
| Cenangium clandestinum                      | Rehm                             | 1889           |
| Cenangium collemoides                       | (Rehm) Rehm                      | 1912           |
| Cenangium complicatulum                     | (Rehm) Rehm                      | 1912           |
| Cenangium coryli                            | Corda                            | 1842           |
| Cenangium ferruginosum (Dennenbastsplijter) | Fr.                              | 1818           |
| Cenangium flavorubrum                       | E. Müll.                         | 1965           |
| Cenangium fuliginosum                       | Fr.                              | 1828           |
| Cenangium graddonii                         | Dennis                           | 1962           |
| Cenangium griseum                           | Dearn. & House                   | 1925           |
| Cenangium heteropatelloides                 | Rehm                             | 1905           |
| Cenangium japonicum                         | (Henn.) Miura                    | 1928           |
| Cenangium kazachstanicum                    | Schwarzman                       | 1946           |
| Cenangium leoninum                          | Cooke & Massee                   | 1893           |
| Cenangium luteogriseum                      | Höhn.                            | 1909           |
| Cenangium myricariae                        | (Bres.) Rehm                     | 1912           |
| Cenangium opulinum                          | Kirschst.                        | 1938           |
| Cenangium pallidoflavescens                 | Feltgen                          | 1901           |
| Cenangium paraense                          | Henn.                            | 1908           |
| Cenangium patellatum                        | Cooke                            | 1893           |
| Cenangium pilatii                           | Velen.                           | 1934           |
| Cenangium pini                              | Sawada                           | 1950           |
| Cenangium punctoideum                       | (Cooke) Sacc.                    | 1889           |
| Cenangium ribicola                          | Naumov & I.E. Brezhnev           | 1951           |
| Cenangium rosulatum                         | Höhn.                            | 1906           |
| Cenangium sarothamni                        | Fuckel                           | 1870           |
| Cenangium schenckii                         | (Henn.) Höhn.                    | 1909           |
| Cenangium sebastianiae                      | Henn.                            | 1902           |
| Cenangium singulare                         | (Rehm) R.W. Davidson & E.K. Cash | 1956           |
| Cenangium strasseri                         | Rehm                             | 1915           |
| Cenangium strobilinum                       | Sacc.                            | 1883           |
| Cenangium tennesseense                      | Kanouse                          | 1941           |
| Cenangium tremulae                          | Velen.                           | 1934           |
| Cenangium ulicis                            | Grelet                           | 1956           |
| Cenangium xylariicola                       | (Berk. ex Massee) Massee         | 1901           |